# Jay Farrar
Jay Farrar (ur. 26 grudnia 1966 w Belleville w stanie Illinois w USA)- amerykański muzyk, gitarzysta, wokalista i lider zespołów Uncle Tupelo i Son Volt. Karierę solową rozpoczął w 2001. Jego teksty traktują głównie o klasie średniej w Stanach Zjednoczonych i robotnikach, a także o Belleville i Illinois. 

## Dyskografia[1]

### Twórczość solowa
- Sebastopol (2001)
- Terroir Blues (2003)

### Z Uncle Tupelo
- No Depression (21 czerwca 1990)
- Still Feel Gone (17 września 1991)
- March 16-20, 1992 (3 sierpnia 1992)
- Anodyne (5 października 1993

### Z Son Volt
- Trace (1995)
- Straightaways (1997)
- Wide Swing Tremolo (1998)
- A Retrospective: 1995-2000 (2005)
- The Search (Marzec 2007)
- American Central Dust (Lipiec 2009)

### Z Gob Iron
- Songs for the Living (2006)